# Helena Konttinen

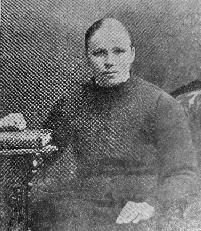
Helena Konttinen.

Helena Konttinen, född 18 juni 1871 i Uguniemi, död 24 april 1916 i Jakimvaara, var en finländsk väckelseledare, representerade den karelska bedjarrörelsen. 
Konttinen framträdde från 1905 som extatisk predikant i östra Finland, där hon åstadkom en religiös väckelse som fortfarande är livaktig. Riktningen firar varje år i augusti en väckelsefest i Parikkala (Saari) i Södra Karelen.